# Copycat
Copycat (br: Copycat - A Vida Imita a Morte; pt: Copycat - Cópia Mortal) é um filme americano de 1995, dirigido por Jon Amiel e estrelado por Sigourney Weaver e Holly Hunter.

## Sinopse
Assassino na cidade de San Francisco desafia a polícia com uma série de crimes aparentemente sem ligação. Uma policial (Holly Hunter) encontra um enigma: as vítimas são escolhidas ao acaso. Uma psicóloga criminal (Sigourney Weaver) é procurada para ajudar na solução dos crimes, e apesar de recusar no início, por ter desenvolvido agorafobia ao sobreviver ao ataque violento de um psicopata, perfila que o assassino investigado é um copycat, um imitador de serial killers famosos do passado.

## Elenco
- Sigourney Weaver — Helen Hudson
- Holly Hunter — M.J. Monahan
- Dermot Mulroney — Reuben Goetz
- Harry Connick, Jr. — Daryll Lee Cullum
- William McNamara — Peter Foley
- John Rothman — Andy
- J.E. Freeman — tte. Thomas Quinn
- Will Patton — Nicoletti
- Paige Haymon — Ariel
- Christie Ellis — Sam Jayna